# فرانك غينر
فرانك غينر هو سياسي كندي، ولد في 12 فبراير 1888 في Arthur, Ontario ‏ في كندا، وتوفي في 10 مارس 1975. انتخب عضو الجمعية التشريعية في ألبرتا ‏.